# Поліместор

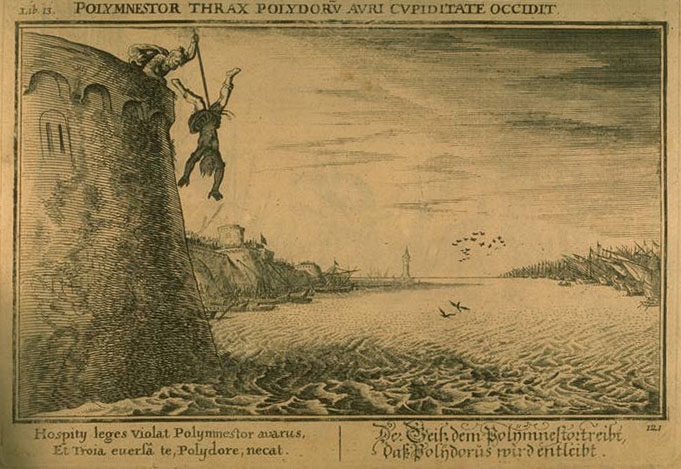
Поліместор вбиває Полідора

Поліместор, також Полімнестор (грец. Polymestor) — владар Херсонесу Фракійського, під опіку якого був відданий син троянського царя Пріама Полідор.